# 佐敦谷聖若瑟天主教小學
佐敦谷聖若瑟天主教小學（英語：Jordan Valley St. Joseph's Catholic Primary School）是一所天主教香港教區政府津貼的男女子中文全日制小學，在1982年創校（原為彩雲聖若瑟小學下午校，Choi Wan St. Joseph's Primary School (PM)），校舍位於九龍佐敦谷彩霞道80號。佐敦谷聖若瑟天主教小學小一至小六共開設24班，學生總人數約為670人。

## 辦學宗旨
以基督的精神作為教育方針。致力提供多元化的優質教育，讓學生在溫暖和愉快的學習中發展個人潛能及持續的自學能力，建立自信與積極的人生觀，培養正確的公民意識，服務人群，回饋社會。

## 教育願景
學生擁有穩固的學習基礎，掌握兩文三語能力，以資訊科技主導學習。學生能獨立思考，有責任感，發揮個人潛能與創造力。務期引導學生成為：愛主愛人，良善心謙；自信開朗，積極進取；終身學習，回饋社會的天父好兒女。

## 歷任校監
| 任次 | 校監       | 任期       |
| ---- | ---------- | ---------- |
| 1.   | 蔡楷俊先生 | ? – ?      |
| 2.   | 盧伯榮神父 | ? – 2024年 |
| 3.   | 周啓明博士 | 2024 至今  |

## 歷任校長
彩雲聖若瑟小學下午校(1982-2009)
| 任次 | 校長       | 任期       |
| ---- | ---------- | ---------- |
| 1.   | 葉國偉先生 | 1982－1988 |
| 2.   | 張志鴻先生 | 1988－1997 |
| 3.   | 林月霞女士 | 1997－不詳 |

佐敦谷聖若瑟天主教小學（2009-現在）
| 任次 | 校長                              | 任期       |
| ---- | --------------------------------- | ---------- |
| 1.   | 麥天賜先生                        | 2009－2015 |
| 2.   | 林漢堅先生                        | 2015－2018 |
| 3.   | 洪美華女士                        | 2018－2022 |
| 4.   | 曾智昌先生 （页面存档备份，存于） | 2022 至今  |

## 校園
校舍座落於佐敦谷，佔地5500平方米。為培育學生環保意識，學校採用環保建築設計，例如：綠化屋頂，減低熱力吸收；設有太陽能光伏系統，吸收陽光，轉化為電力，供學校使用；外牆裝置擋陽板，控制陽光進入室內；利用光敏感測器，減少用電；加上以高採光設計，是一所現代化校舍。
|      | 設施 |
| ---- | --- |
| 地面 | 籃球場、有蓋操場、飯堂、小賣部、短跑跑道、小聖堂、聖母園、中華文化廊                                           |
| 1樓  | Steam Floor(Thinking Space/Making Space/Playing Space)、音樂室、多用途活動室、禮堂                             |
| 2樓  | 一年級課室（1A、1B、1C、1D）、二年級課室（2A、2B）、機械人研究室、視藝室                                       |
| 3樓  | 二年級課室（2C、2D）、三年級課室（3A、3B、3C、3D）、四年級課室（4B、4C、4D）、禮堂樓座                         |
| 4樓  | 四年級課室（4A）、五年級課室（5A、5B、5C、5D）、六年級課室（6A、6B、6C、6D）、語言學習中心、校園電視台、圖書館 |
| 5樓  | 教員室、會議室                                                                                                 |
| 天台 | 太陽能光伏系統、風力發電系統                                                                                   |

## 宗教設施
| 聖若瑟像 |  | 聖母園 |  | 小聖堂 |  | 宗教角 |  |

## 校園電視台
|  |

學校會定期利用校園電視台直播英文天氣報告，以及把學生製作的短片上載及分享。

## 校歌
佐敦谷聖若瑟天主教小學的校歌由香港兒歌之父韋然作曲填詞。

## 資訊科技教育
該校參與了教育局的「電子學習學校支援計劃」，成為全港首100間先導學校之一（WIFI 100），並於2015年1月15日舉辦了全港性的電子課程課件展覽，活動吸引數百名教育界人士、家長和學生參與。出席活動的教育局常任秘書長謝凌潔貞致辭時表示，學生通過電子教學，突破時空、地域等限制，提升教與學質素。
另外本校已有五年獲教育局委任為「資訊科技教育卓越中心」。
自2013開始，本校在小四推行自攜裝置計劃 (BYOD) ，現已擴展到小四至小六，主要在中、英、數三科推行電子學習；積極發展以資訊科技提升STEM教育，如校本機械人課程及小四STEAM課程，把科學與科技結合以解決日常生活的問題。

## 外部連結
- 佐敦谷聖若瑟天主教小學網頁 （页面存档备份，存于）
- 《小學概覽2021》
- 學校Facebook專頁
- 學校借VR推動閱讀 （页面存档备份，存于）
- 【佐敦谷聖若瑟】重視電子教學　參考芬蘭教室設計 加強師生互動 （页面存档备份，存于）
- 生活各種解題 運算思維解決 （页面存档备份，存于）
- 【小學教材】教大推小學編程教材　尋寶遊戲學英文成效及興趣增 （页面存档备份，存于）
- 【創新教育】教大結合英數常知識推編程教材　提升學生學習興趣及成效 （页面存档备份，存于）
- 九龍區熱門學校收表詳情 （页面存档备份，存于）